# 霍史掘蛭
霍史掘蛭（学名：Scaptobdella horsti）为沙蛭科掘蛭属的动物。分布于印度尼西亚、印度以及中国大陆的四川等地。该物种的模式产地在印度尼西亚苏门答腊。